# Polska Formuła Junior Sezon 1962
Polska Formuła Junior Sezon 1962 – pierwszy sezon Polskiej Formuły Junior.

## Zwycięzcy
| Runda | Data            | Tor      | Pole position   | Najszybsze okrążenie | Zwycięzca (kierowcy) | Zwycięzca (zespoły)      |
| ----- | --------------- | -------- | --------------- | -------------------- | -------------------- | ------------------------ |
| 1     | 1 lipca         | Toruń    | Jerzy Jankowski | ?                    | Jerzy Jankowski      | Automobilklub Warszawski |
| 2     | 30 września     | Szczecin | ?               | ?                    | Longin Bielak        | Automobilklub Warszawski |
| 3     | 21 października | Kraków   | ?               | ?                    | Willy Lehmann        | MC Halle                 |

## Klasyfikacja kierowców
| Legenda oznaczeń w tabelach wyników Wyświetl szablon na nowej stronie | Legenda oznaczeń w tabelach wyników Wyświetl szablon na nowej stronie                                                                     |
| Oznaczenie                                                            | Wyjaśnienie |
| --------------------------------------------------------------------- | --- |
| Złoty                                                                 | Zwycięzca lub mistrzostwo |
| Srebrny                                                               | 2. miejsce lub wicemistrzostwo |
| Brązowy                                                               | 3. miejsce lub II wicemistrzostwo |
| Zielony                                                               | Ukończył, punktował (w klasyfikacji generalnej, gdy zdobył co najmniej jeden punkt na przestrzeni sezonu, poza trzema powyższymi opcjami) |
| Niebieski                                                             | Ukończył, nie punktował (w klasyfikacji generalnej, gdy nie zdobył co najmniej jednego punktu na przestrzeni sezonu)                      |
| Czerwony                                                              | Nie zakwalifikował się (NZ) |
| Czerwony                                                              | Nie prekwalifikował się (NPK) |
| Różowy                                                                | Nie ukończył (NU) |
| Różowy                                                                | Niesklasyfikowany (NS) (w klasyfikacji generalnej, gdy nie został sklasyfikowany w żadnym wyścigu sezonu)                                 |
| Czarny                                                                | Zdyskwalifikowany (DK) |
| Czarny                                                                | Wykluczony (WYK/EX) |
| Biały                                                                 | Nie wystartował (NW) |
| Biały                                                                 | Kontuzjowany (K/INJ) |
| Biały                                                                 | Wyścig odwołany (OD/C) |
| Bez koloru                                                            | Został wycofany (WYC/WD) |
| Bez koloru                                                            | Nie przybył (NP/DNA) |
| Bez koloru                                                            | Nie brał udziału w treningach (NT/DNP) |
| Bez koloru                                                            | Nie został zgłoszony (–) |
| Pogrubienie                                                           | Start z pole position |
| Kursywa                                                               | Najszybsze okrążenie wyścigu |
| †                                                                     | Nie ukończył, ale jego rezultat został zaliczony ze względu na przejechanie więcej niż 90% dystansu wyścigu.                              |
| *                                                                     | Sezon w trakcie |
| 1/2/3                                                                 | Punktowana pozycja w sprincie kwalifikacyjnym                                                                                             |
| Lista systemów punktacji Formuły 1                                    | |

| 1                                             | Longin Bielak         | Automobilklub Warszawski    | 1  | 1 | NU |
|                                               | Antoni Weiner         | Automobilklub Śląski        | 3  | 2 | -  |
|                                               | Jerzy Jankowski       | Automobilklub Warszawski    | 2  | - | NU |
|                                               | Władysław Szulczewski | Automobilklub Częstochowski | -  | 3 | -  |
|                                               | Rudolf Wrocławski     | Automobilklub Śląski        | 4  | - | 4  |
|                                               | Grzegorz Timoszek     | Automobilklub Warszawski    | NS | 4 | -  |
|                                               | Edward Dudek          | Automobilklub Częstochowski | NS | - | -  |
|                                               | Janusz Rymaszewski    | Automobilklub Częstochowski | NS | - | -  |
| Kierowcy niedopuszczeni do zdobywania punktów |                       |                             |    |   |    |
| NS                                            | Willy Lehmann         | MC Halle                    | -  | - | 1  |
| NS                                            | Heinz Melkus          | MC Post Dresden             | -  | - | 2  |
| NS                                            | Hans-Theo Tegeler     | MC Plauen                   | -  | - | 3  |
| NS                                            | Siegfried Seifert     | MC Dresden                  | -  | - | 5  |
| NS                                            | Christian Pfeiffer    | MC Dresden                  | -  | - | 6  |